# Pierluigi Cera
Pierluigi Cera (* 25. února 1941 Legnago, Italské království) je bývalý italský fotbalový obránce.
Již ve věku 17 let debutoval v utkání v nejvyšší lize. Bylo to 4. května 1958 proti Milánu (0:2). Po sezoně ale klub sestoupil a Pierluigi s nimi hrál šest let ve druhé lize. Až v roce 1964 si jej vyhlédlo Cagliari. Stal se symbolický hráč a také kapitán, který získal jediný titul pro tento klub. V roce 1967 odcestoval na několik utkání do USA, kde hrál za Chicago Mustang. Do roku 1969 hrál na postu defenzivního záložníka, ale trenér Manlio Scopigno jej postavil do obrany. Z tohoto postu se stal dobrým hráčem a pomohl tak k titulu v sezoně 1969/70. Po devíti letech v roce 1973 opustil Cagliari a odešel dohrát kariéru do Ceseny. Tady také v roce 1979 ve věku 38 let skončil. V nejvyšší lize odehrál celkem 345 utkání.
Poté zastával několik let manažerské role v Juventusu, zejména sportovního ředitele, spolupráce byla přerušena v roce 2000. Klub Cagliari jej zařadilo do své síně slávy.

## Hráčská statistika
| Sezóna  | Klub     | Liga    | Liga   | Liga | Ligové poháry | Ligové poháry | Ligové poháry | Kontinentální poháry | Kontinentální poháry | Kontinentální poháry | Celkem | Celkem |
| Sezóna  | Klub     | Soutěž  | Zápasy | Góly | Soutěž        | Zápasy        | Góly          | Soutěž               | Zápasy               | Góly                 | Zápasy | Góly   |
| ------- | -------- | ------- | ------ | ---- | ------------- | ------------- | ------------- | -------------------- | -------------------- | -------------------- | ------ | ------ |
| 1957/58 | Verona   | Serie A | 1      | 0    | -             | 0             | 0             | -                    | 0                    | 0                    | 1      | 0      |
| 1958/59 | Verona   | Serie B | 1      | 0    | -             | 0             | 0             | -                    | 0                    | 0                    | 1      | 0      |
| 1959/60 | Verona   | Serie B | 18     | 1    | IP            | 1             | 0             | -                    | 0                    | 0                    | 19     | 1      |
| 1960/61 | Verona   | Serie B | 35     | 1    | IP            | 1             | 0             | -                    | 0                    | 0                    | 36     | 1      |
| 1961/62 | Verona   | Serie B | 29     | 2    | IP            | 2             | 1             | -                    | 0                    | 0                    | 31     | 3      |
| 1962/63 | Verona   | Serie B | 33     | 2    | IP            | 4             | 0             | -                    | 0                    | 0                    | 37     | 2      |
| 1963/64 | Verona   | Serie B | 24     | 1    | IP            | 2             | 0             | -                    | 0                    | 0                    | 26     | 1      |
| 1964/65 | Cagliari | Serie A | 34     | 1    | IP            | 3             | 1             | -                    | 0                    | 0                    | 37     | 2      |
| 1965/66 | Cagliari | Serie A | 23     | 0    | IP            | 2             | 0             | -                    | 0                    | 0                    | 25     | 0      |
| 1966/67 | Cagliari | Serie A | 29     | 0    | IP            | 1             | 0             | Stř.P                | 2                    | 0                    | 32     | 0      |
| 1967/68 | Cagliari | Serie A | 25     | 1    | IP            | 1             | 0             | -                    | 0                    | 0                    | 26     | 1      |
| 1968/69 | Cagliari | Serie A | 30     | 2    | IP            | 11            | 0             | -                    | 0                    | 0                    | 41     | 2      |
| 1969/70 | Cagliari | Serie A | 27     | 0    | IP            | 5             | 1             | Vel.P                | 3                    | 0                    | 35     | 1      |
| 1970/71 | Cagliari | Serie A | 17     | 0    | IP            | 3             | 0             | PMEZ                 | 4                    | 0                    | 24     | 0      |
| 1971/72 | Cagliari | Serie A | 26     | 0    | IP            | 4             | 0             | -                    | 0                    | 0                    | 30     | 0      |
| 1972/73 | Cagliari | Serie A | 29     | 0    | IP            | 8             | 0             | UEFA                 | 2                    | 0                    | 39     | 0      |
| 1973/74 | Cesena   | Serie A | 29     | 0    | IP            | 6             | 0             | -                    | 0                    | 0                    | 35     | 0      |
| 1974/75 | Cesena   | Serie A | 30     | 0    | IP            | 4             | 0             | -                    | 0                    | 0                    | 34     | 0      |
| 1975/76 | Cesena   | Serie A | 29     | 0    | IP            | 4             | 0             | -                    | 0                    | 0                    | 33     | 0      |
| 1976/77 | Cesena   | Serie A | 16     | 0    | IP            | 4             | 0             | UEFA                 | 2                    | 0                    | 22     | 0      |
| 1977/78 | Cesena   | Serie B | 9      | 0    | IP            | 0             | 0             | -                    | 0                    | 0                    | 9      | 0      |
| 1978/79 | Cesena   | Serie B | 1      | 0    | IP            | 4             | 0             | -                    | 0                    | 0                    | 5      | 0      |
| Celkem  | Celkem   | Celkem  | 495    | 11   | -             | 70            | 3             | -                    | 13                   | 0                    | 578    | 14     |

## Reprezentační kariéra
Za reprezentaci odehrál 18 utkání a vstřelil jednu branku. První utkání odehrál 22. listopadu 1969 proti NDR (3:0). Na MS 1970 odehrál všechna utkání a získal stříbrnou medaili.

### Statistika na velkých turnajích
| Reprezentace | Rok     | Zápasy             | Zápasy | Zápasy   | Zápasy           | Zápasy           | Zápasy       |
| Reprezentace | Rok     | Fáze turnaje       | Datum  | Soupeř   | Odehraných minut | Vstřelené branky | Výsledek     |
| ------------ | ------- | ------------------ | ------ | -------- | ---------------- | ---------------- | ------------ |
| Itálie       | MS 1970 | 1 zápas ve skupině | 3. 6.  | Švédsko  | 90               | 0                | 1:0          |
| Itálie       | MS 1970 | 2 zápas ve skupině | 6. 6.  | Uruguay  | 90               | 0                | 0:0          |
| Itálie       | MS 1970 | 3 zápas ve skupině | 11. 6. | Izrael   | 90               | 0                | 0:0          |
| Itálie       | MS 1970 | Čtvrtfinále        | 14. 6. | Mexiko   | 90               | 0                | 4:1          |
| Itálie       | MS 1970 | Semifinále         | 17. 6. | NSR      | 120              | 0                | 4:3 v prodl. |
| Itálie       | MS 1970 | Finále             | 21. 6. | Brazílie | 90               | 0                | 1:4          |

## Hráčské úspěchy

### Klubové
- 1× vítěz italské ligy (1969/70)

### Reprezentační
- 1× na MS (1970 - stříbro)